# Międzylesie (gmina w województwie poleskim)
Międzylesie (do 1926 Maciejewicze; od 1932 Siechniewicze) – dawna gmina wiejska istniejąca w latach 1926–1932 w woj. poleskim (obecnie na Białorusi). Siedzibą gminy było Międzylesie.
Jednostka o nazwie Międzylesie powstała w powiecie prużańskim w woj. poleskim 22 stycznia 1926 po przemianowaniu gminy Maciejewicze na Międzylesie, do której równocześnie przyłączono części obszaru zniesionej gminy Czerniaków i (nie zniesionej) gminy Rewjatycze. 
Gminę Międzylesie zniesiono 1 kwietnia 1932 roku, a z jej obszaru utworzono nową gminę Siechniewicze, do której równocześnie przyłączono części obszaru zniesionych gmin Bereza Kartuzka i Rewjatycze.